# العلاقات الأوكرانية السلوفاكية
العلاقات الأوكرانية السلوفاكية هي العلاقات الثنائية التي تجمع بين أوكرانيا وسلوفاكيا.

## مقارنة بين البلدين
هذه مقارنة عامة ومرجعية للدولتين:
| وجه المقارنة                                              | أوكرانيا                                   | سلوفاكيا                                                       |
| --------------------------------------------------------- | ------------------------------------------ | -------------------------------------------------------------- |
| المساحة (كم2)                                             | 603.63 ألف                                 | 49.03 ألف                                                      |
| عدد السكان (نسمة)                                         | 45.55 مليون                                | 5.44 مليون                                                     |
| الكثافة السكانية (ن./كم²)                                 | 75.46                                      | 110.95                                                         |
| العاصمة                                                   | كييف                                       | براتيسلافا                                                     |
| اللغة الرسمية                                             | اللغة الأوكرانية                           | اللغة السلوفاكية                                               |
| العملة                                                    | هريفنا أوكرانية، كاربوفانيتس، روبل سوفييتي | كرونة سلوفاكية، يورو                                           |
| الناتج المحلي الإجمالي (بليون دولار)                      | 112.15 مليار                               | 95.77 مليار                                                    |
| الناتج المحلي الإجمالي (تعادل القوة الشرائية) بليون دولار | 352.98 مليار                               | 162.34 مليار                                                   |
| الناتج المحلي الإجمالي الاسمي للفرد دولار أمريكي          | 2.11 ألف                                   | 16.09 ألف                                                      |
| الناتج المحلي الإجمالي للفرد دولار أمريكي                 | 8.66 ألف                                   | 30.46 ألف                                                      |
| مؤشر التنمية البشرية                                      | 0.747                                      | 0.844                                                          |
| رمز المكالمات الدولي                                      | +380                                       | +421                                                           |
| رمز الإنترنت                                              | .ua، .укр ‏                                 | .sk                                                            |
| المنطقة الزمنية                                           | ت ع م+02:00، ت ع م+03:00، توقيت شرق أوروبا | توقيت وسط أوروبا، ت ع م+01:00، ت ع م+02:00، أوروبا/براتيسلافا ‏ |

## مدن متوأمة
في ما يلي قائمة باتفاقيات التوأمة بين مدن أوكرانية وسلوفاكية:
- ترتبط موهيليف بوديليسكي مع شالا باتفاقية توأمة.
- ترتبط خاركيف مع ترنافا باتفاقية توأمة منذ 23 أبريل 2001.[16][17][16][17]
- ترتبط كريمنشوك مع سنينا باتفاقية توأمة منذ 2012.[18][18]
- ترتبط سومي مع نيترا باتفاقية توأمة منذ 2006.[19][19][19][19]
- ترتبط لوتسك مع سفيت باتفاقية توأمة منذ 2008.[20][21][22][23]
- ترتبط أوجهورود مع كوشيتسه باتفاقية توأمة منذ 1971.
- ترتبط Chop, Ukraine [الإنجليزية]‏ مع تشيرنا ناد تيسو باتفاقية توأمة.
- ترتبط روفنو مع زفولن باتفاقية توأمة منذ 19 مايو 2012.[24][24]
- ترتبط Tiachiv [الإنجليزية]‏ مع برديوف باتفاقية توأمة.[25]
- ترتبط بيلا تسيركفا مع بوخوف باتفاقية توأمة منذ 2004.[26]
- ترتبط موكاجيفا مع بريشوف باتفاقية توأمة.
- ترتبط كييف مع براتيسلافا باتفاقية توأمة منذ 1995.[27][28][27][27]
- ترتبط Rivne  [لغات أخرى]‏ مع زفولن باتفاقية توأمة.

## منظمات دولية مشتركة
يشترك البلدان في عضوية مجموعة من المنظمات الدولية، منها:
| علم المنظمة | اسم المنظمة                               | تاريخ انضمام أوكرانيا | تاريخ انضمام سلوفاكيا |
| ----------- | ----------------------------------------- | --------------------- | --------------------- |
|             | وكالة ضمان الاستثمار متعدد الأطراف        | 19 يوليو 1994         | 1993                  |
|             | الأمم المتحدة                             | 24 أكتوبر 1945        | 19 يناير 1993         |
|             | الفريق المعني برصد الأرض                  | ?                     | ?                     |
|             | منظمة حظر الأسلحة الكيميائية              | ?                     | ?                     |
|             | منظمة التجارة العالمية                    | 16 مايو 2008          | ?                     |
|             | منظمة الشرطة الجنائية الدولية             | ?                     | ?                     |
|             | منظمة الأمن والتعاون في أوروبا            | 30 يناير 1992         | 1993                  |
|             | مؤسسة التنمية الدولية                     | 27 مايو 2004          | 1993                  |
|             | يونسكو                                    | 12 مايو 1954          | 9 فبراير 1993         |
|             | الاتحاد البريدي العالمي                   | ?                     | ?                     |
|             | البنك الدولي للإنشاء والتعمير             | 3 سبتمبر 1992         | 1993                  |
|             | اتفاقية السماوات المفتوحة                 | ?                     | ?                     |
|             | الاتحاد الدولي للاتصالات                  | 7 مايو 1947           | 23 فبراير 1993        |
|             | مؤسسة التمويل الدولية                     | 18 أكتوبر 1993        | 1993                  |
|             | المنظمة الأوروبية لسلامة الملاحة الجوية   | 2004                  | 1997                  |
|             | المركز الدولي لتسوية المنازعات الاستشارية | 7 يوليو 2000          | 26 يونيو 1994         |
|             | مجموعة أستراليا                           | 2005                  | 1994                  |
|             | مجموعة الموردين النوويين                  | ?                     | ?                     |

## وصلات خارجية
- موقع وزارة الخارجية الأوكرانية
- موقع وزارة الخارجية السلوفاكية